# Bukit Makmur (Julok)
Bukit Makmur is een bestuurslaag in het regentschap Aceh Timur van de provincie Atjeh, Indonesië. Bukit Makmur telt 259 inwoners (volkstelling 2010).